# 무안국제공항역
무안국제공항역(務安國際空港驛)은 전라남도 무안군 망운면 피서리에 건설 중인 호남고속선의 고속철도 전용역이다. KTX, SRT 고속열차가 정차하게 된다. 호남고속철도 2단계 건설 사업의 일부로, 2022년 9월에 착공하여 2025년에 완공 예정이다.
지상역이 아닌, 지하역이다. 무안국제공항 지하에 건설되며 무안국제공항과 바로 연결되도록 건설하나, 무안국제공항 주변 지반이 간석지인지라 2025년에 지반 침하 문제가 제기되고 있다.